# Demonios Sekt
A Demonios Sekt egy zenei mozgalom, amely a világ minden tájáról egyesíti a producereket, Mc-eket, DJ-ket és zenészeket.
A csoport tagjai a Producerek:  Kwervo, Explicito, Brillo, The Soul Beat Assassinator, Ollie Viceraz & DJ Joon. és az Emcess: Sai, Brown lucci, The Jotaka Perverse , Rhytmund Freud, TxVxMxOxRx , Katha ,  Acherre , Nightwalker, Taboo és Rob Rod. 

## North to South Of Hell (2009)
Műfaj: Dark Hip Hop. Underground Hip Hop Év: 2009 Címke:  Demonios Sekt bemutatja Szereplők:  El Fidel, 007, Mad Dukes, TKC, Explicito, Life Scientist, Sneakyness, Nameless, Animal Cracker, The Fact, Manorizm, Icabod Chang, D-Cap, Vega Enterprize, The Jotaka Perverse , Nekrozis, Zonah , Alost, Tokie Konez, Men Of Mayhem, Mr.Pigz, Mr.Phixit, SPOD, Vital, Nomad, Mister Pen, Hellz Inc, The Fact, Alost Gyártók:  Lighttown Shadow, Kwervo, Kachin Format : MP3 Méret: 109,81 MB Leírás:  A From North To South Of Hell  stúdióalbum 2009. december 21-én jelent meg  , sötét hip-hop és Underground hip hop album. a Lighttown Shadow, azaz az IDC (Hollandia), a Kwervo , azaz  a Hellbound (Belgium) és a Kachin (Franciaország) európai producerek együttműködése, amelyek  több tonna Emcees Undergroundot szállítottak. Ez az album volt a Demonios Sekt mozgalom kezdete.

## From North To South Of Hell Vol. 2 (2010)
Műfaj: Underground Hip Hop, Dark Hip Hop
Év: 2010
Kiadó:  Demonios Sekt bemutatja
Közreműködik: T he Jotaka , Explicito, D-Cap, Katha , Bizzy, Dramah, JMega, Circle Makerz, Major Crow, Son Of Saturn, Hakiki Bela, Tarantino, Dr.Creep, Jenkinz, Depo, Righteous Da Goddess, Con D, Noodles, Mad Dukes, Menace, Destruktor, Emeck Zaza, Lazaré, Fyras, Jauria, Balentime producerek
MIR The Bloody Beatmaker, IDC, azaz Lighttown Shadow, Hellbound, más néven Kwervo, 5th EON, Kachin Formátum: MP3 Méret: 117,81 MB Leírás:   Stúdióalbum

A „ From North To South Of Hell ” album folytatása , amely egykor december 21-én, az év legsötétebb napján jelent meg. Ez az első album „Demons Sekt” néven, és a Kachin 1. körének tagjai produkcióit tartalmazza. IDC és Kwervo vendégproducerrel  az 5th EON .

## Circles (2011)
Műfaj: Underground Hip Hop, Dark Hip Hop
Év: 2011
Kiadó:  Demonios Sekt bemutatja
Közreműködik:  Bizzy, Zonah , Katha , The Jotaka Perverse , Explicito, Dramah, D-Cap, Jago, Kachin, Sai, Scoti Syles, Life Scientist, Labal-S, Noodles, Mad Dukes, Torner, Verb, DJ Joon, LT. Mana, Gravestone Face, Dark Guerrilla Chato, Him-Lo, Matt Maddox, Katha, Tarantino, Gravespace, Det the Bomb
Gyártók:  Kwervo, Lighttown Shadow, Kachin
Formátum: MP3
Méret: 173,42 MB
Leírás: Stúdió album

## From North To South Of Hell Vol. 3 (2011)
Műfaj: Underground Hip Hop, Dark Hip Hop
Év: 2011
Kiadó:  Demonios Sekt bemutatja
Közreműködik: Explicito,  The Jotaka , Poetic Death, Katha , Mr Hash, Nakmuay, Tarantino, Kachin, Menace OBEZ, 2nd Circle MCs, Dark Guerrilla Chato, Ihtiram, Torner, Lokogenes, Ihtiram,,Ohmhan, Team OBEZ, Mr Lif, Vida Killz, Fubar, La-Dog, Bimes Ill, Da Buze Bruvaz, Iguan, Life Scientis, Rypa , Verb, Niylus, Cadello, Jauria, Dramah, Vírus, Solit, Si-klon, Onse, Genocide Regime, Zonah
Producerek:  Lighttown Shadow, Kwervo, Kachin, Sounds Of The Soul, Ihtiram, The Soul Beat Assassinator, DJ Joon, DJ Edző, IlluzivShadow, Rhytmund Freud, Norman Krates
Formátum: MP3
Méret: 94,49 MB
Leírás:   Stúdióalbum

## From North To South Of Hell Vol. 4 (2012)
Műfaj: Underground Hip Hop, Dark Hip Hop
Év: 2012
Címke:  Demonios Sekt bemutatja
Közreműködik:  Lenguarmada , Alost, The Jotaka Perverse , Explicito, Bimes Ill, Gamz, DJ Coach One, Menace OBEZ, Sha, Fubar, Skull Bludgeon, Progravestone Face, Life Scientis, Bilge Kagan, SAI, Morning Star, Katha , Hakiki Bela, Portarok, Azrael, Da Sun of Sam, Infeck, Verb, Sikadelik, Da Sun of Sam, DJ Twisted, One Man Army, Amos, Buyaka San, Joey Menza, Icabod Chang, Curtus Lamountain, BattleGeist, Vice Versa, The Fact, Manorizm, Zonah , Visel MC, Rob Rod, Ascian, All In, Jay, Rip Claw, Mestre Piko , Alpha Sigma, Childish, Portarok, Spawn, Alost
Producerek: Kachin, Explicito,  The Soul Beat Assassinator, High Chief, Kwervo, Kachin, Lighttown Shadow, DJ Joon, DJ Coach One
Formátum: MP3
Méret: 193,7 MB
Leírás:   Stúdióalbum

## Demons Under Attack???!!!  (2013)
Műfaj: Underground Hip Hop, Dark Hip Hop
Év: 2013
Címke: Demonios Sekt bemutatja
Közreműködik: DL Joon,  Lenguarmada , Rypa, The Jotaka Perverse , Katha , Azrael, Loko, Das C, Tekneek, Morf, Portarok, Life Scientist , BattleGeist, Icabod Chang, Da Butcha, Kachin, Sikadelik, Fubar, Childish, SAI, D-Cap, DJ Coach One, Poetic Death, Dark Guerrilla Chato, Menace OBEZ, Alpha Sigma, Stygmat
Producerek: Explicito, Kwervo, Kachin
Format: MP3
Méret: 51,85 MB
Leírás: Stúdióalbum

## From North To South Of Hell Vol. 5 (2013)
Műfaj: Underground Hip Hop, Dark Hip Hop
Év: 2013
Címke:  Demonios Sekt bemutatja
Közreműködik:  Katha , Brown Lucci, Sai, The Jotaka Perverse , DJ Joon,  Visel Mc,  Explicito,  Kachin, Kwervo, Jus-P, Menace OBEZ, Rest, DaSunOfSam, Alpha Sigma, Dark Guerrilla Chato, D-Cap, Childish, Lenguarmada , Mlody Goh, RyPa, Caniz, Life Scientist, Torner, Fubar, Kozim,  Acherre , Poetic Death , Nylus, Onse, Tragedy Khadafi, Animal Turk, Cyrus Malachi, JMega, Alpha Sigma, Thorazine, RL Heismann, Fubar, Verb, Loko, Lord Sektabboth
Producerek:  Explicito, Kwervo, Kachin
Formátum: MP3
Méret: 62,42 MB
Leírás:  Stúdió album

## From North To South Of Hell Vol. 666 (2014)
Műfaj: Underground Hip Hop, Dark Hip Hop
Év: 2014
Címke:  Demonios Sekt bemutatja
Közreműködik: DJ Joon,  The Jotaka Perverse , SAI, Rob-Rod, Katha , DJ Coach On, Brown Lucci, H-Erre, Fubar, Life Scientist, Chato, Childish, Mlody Goh, Menace OBEZ, Tesla's Ghost, Dark Letal, DJ Twisted, Visel Mc, Bilge Kagan, Rypa,  TxVxMxOxRx , Verb, Noodles, The Fact, Buya BimesIll, RatedR, Portarok, Sad C, Da SunOfSam,Caniz, Rest,   Bilge Kagan, Alost
Producerek: Explicito, Kwervo, DJ Joon, Kachin,  Y3SCA, Wormx, High Chief, The Soul Beat Assassinator, Sick - RIP, Bilge Kagan
Format : MP3
Méret: 97,16 MB
Leírás:  Stúdió album

## Sekta (2016)
Műfaj: Underground Hip Hop, Dark Hip Hop
Év: 2016
Kiadó:  Demonios A Sekt bemutatja
Közreműködik:  Rhytmund Freud , The Jotaka Perverse , Lethal P,  Katha , SAI, Rob Rod, Brownlucci,  Acherre , Alpha Rebellion, Enemy Katha, DJ Joon, RyPa, Mlody Goh, Sanboy MGR, D-Cap, Childish, TxVxMxOxRx , Menace Obez, Supreme Sniper, Explicito, Routiger Slob, Tokie Konez, Capital X, Graveface, Saer, Lord 360, Geist
Kaducers :  Bilge Kağan, Kwervo, Explicito, The Soul Beat Assassinator, Kachin, Co Studio Tortuga, Bilge Kağan
Formátum: MP3
Méret: 71,19 MB
Leírás:  Stúdió album